# Томацу, Харука
Харука Томацу (яп. 戸松 遥 Томацу Харука, род. 4 февраля 1990, Итиномия, преф. Айти, Япония) — японская сэйю, актриса

 и певица. Работает в компании «Music Ray'n». В 2005 году она успешно прошла проводившееся компанией «Music Ray'n» особое прослушивание, именуемое «Music Ray’n Super Seyuu Audition» (ミュージックレイン スーパー声優オーディション), что послужило началом её работы в качестве сэйю.
На другом прослушивании, «Toho Cinderella Audition», проходившем в январе 2006 года, где участвовало 37 443 человека, она была одной из 15 финалисток.

## Биография
До 2008 года, пока она не окончила школу, ей приходилось часто ездить на записи из дома в Токио и обратно, из-за чего она очень уставала. По окончании школы она переехала в Токио, где теперь и живёт, параллельно с работой учась в институте.
15 февраля 2009 года во время проводимого компанией «Music Ray’n» мероприятия «Music Ray’n girls natsu no choko matsuri» (ミュージックレインgirls 春のチョコまつり) Томацу вместе со своими коллегами из той же компании Минако Котобуки, Такагаки Аяхи и Аки Тоёсаки образовала сэйю-юнит.
На проводившейся в начале 2009 года церемонии вручения премии Seiyu Awards она получила премию «Новичок года» (新人賞). В 2013 году на церемонии вручения премии Seiyu Awards получила премию «Лучшие актрисы второго плана».
Среди сыгранных Томацу ролей персонажей самых различных типов, от молодых девочек до взрослых женщин, среди них при этом встречаются светлые и открытые личности, различного рода цундэрэ, коварные персонажи и другие. Особое место в её репертуаре занимают «нечеловеческие» персонажи, которых она сыграла уже немало. Среди них уже была богиня (Kannagi), инопланетянка (To Love-Ru), призрак (Asura Cryin’) и другие.
Из других сэйю, помимо упомянутых выше коллег из юнита, ей также часто приходилось играть вместе с Ханадзавой Каной и Миюки Савасиро. С Ханадзавой они в трёх аниме (Kyoran Kazoku Nikki, Kannagi, Asu no Yoichi!) играли сестёр, при этом во всех случаях Томацу была старшей сестрой, а Ханадзава — младшей.
В одном из интервью она рассказала, что любит рисовать, и даже часто рисует что-нибудь на полях сценариев. Согласно официальному сайту, её любимый цвет — оранжевый или жёлтый; любимые виды спорта — вышибалы и салки; любимое животное — собака (особенно мопсы); любимое слово — «аригато» (то есть «спасибо»); любимые фильмы — «Зелёная миля», аниме студии Ghibli, фильмы ужасов.
11 января 2019 года объявила в своём блоге, что вышла замуж. 10 февраля 2021 года там же сообщила, что родила дочь.

## Роли

### Сериалы
2007
- Bokurano — Футаба Ямура
- Engage Planet Kiss Dum — Маюра
- Gakuen Utopia Manabi Straight! — школьница
- Les Misérables: Shōjo Cosette — Одри
- Moetan — Суми Курои
- Shinkyoku Sōkai Polyphonica — Corticarte Apa Lagranges
- Sky Girls — Яёй Макихара

2008
- Kannagi — Наги
- Kemeko Deluxe! — M.M.
- Kyoran Kazoku Nikki — Сэнко Химэмия/Тика Мидарэдзаки
- Mobile Suit Gundam 00 — Мирейна Васти
- Moryo no Hako — Юдзуки Канако
- Nodame Cantabile Paris-hen — Города
- Tetsuwan birdy decode — космический корабль «Камидзукаса»
- To Love-Ru — Лала Саталин Девилюк
- Yozakura Quartet — Тока Киси
- Zettai Karen Children — Сихо Санномия

2009
- Asu no Yoichi! — Аямэ Икаруга
- Asura Cryin’ — Мисао Минаками
- Basquash! — Руж
- CANAAN — Юн-Юн
- Cross Game — Аоба Цукисима
- GA Geijutsuka art design class — Кисараги Ямагути
- Jigoku shoujo: Mitsuganae — Сюми Касиваги
- Maria-sama ga Miteru (ТВ-4)  — Коти Хидэруми
- Nyan Koi! — Котонэ Кирисима
- Shinkyoku Soukai Polyphonica Crymson S — Кортикарте Апа Лагрангес
- Sora no Manimani — Химэ Макита
- White Album — Мана Мидзуки
- Yoku Wakaru Gendai Mahō — Юмико Итиносэ

2010
- Katanagatari — Принцесса Хитэй
- Ladies versus Butlers! — Хэдиэ
- Shiki — Мэгуми Симидзу
- Star Driver: Kagayaki no Takuto — Северная жрица

2011
- Ano Hi Mita Hana no Namae o Bokutachi wa Mada Shiranai — Наруко Андзё
- Hanasaku Iroha — Юина Вакура

2012
- Accel World — Мэгуми Вакамия
- Kakumeiki Valvrave — Саки Рукино
- Sword Art Online — Асуна Юки
- «Чудовище за соседней партой» — Сидзуку Мидзутани

2013
- Coppelion — Ибара Нарусэ
- Hanasaku Iroha: Home Sweet Home — Юина Вакура
- Magi: Labyrinth of Magic — Морджана
- Maoyuu Maou Yuusha — старшая сестра-горничная
- Pretty Rhythm: Rainbow Live — Белл Рэндзёдзи
- Sword Art Online: Extra Edition — Асуна Юки

2014 год
- HappinessCharge PreCure! — Хикава Иона / Кюа Фортуна
- Sakura Trick — Харука Такаяма
- Sword Art Online II — Асуна Юки

2017 год
- Tsuredure Children — Хотару Фуруя

2018 год
- Darling in the Franxx — Код 02/Зеро Ту

2019 год
- Miru Tights — Рэн Айкава[5]
- Ore wo Suki nano wa Omae dake ka yo — Сумирэко Сансёкуин

2020
- To Aru Kagaku no Railgun T — Кинухо Ваннай[6]
- Hakushon Daimao2020 — Касикомари Марио

### Фильмы
- Mobile Suit Gundam 00 the Movie: A Wakening of the Trailblazer — Милейна Вашти
- After School Midnighters — Мако
- Inazuma Eleven GO vs. Danbōru Senki W — Сюнсукэ Нисидзоно
- Sword Art Online: Extra Edition — Асуна Юки
- Santa Company — Минт Рондо
- Yo-Kai Watch the Movie: The Secret is Created, Nyan! — Кэйта Амано
- Yo-Kai Watch: Enma Daiō to Itsutsu no Monogatari da Nyan! — Кэйта Амано
- Zutto Mae Kara Suki Deshita — Нацуки Эномото
- Sword Art Online The Movie: Original Scale — Асуна Юки
- Magical Girl Lyrical Nanoha Reflection — Амити Флориан

### Игры
- Azur Lane — Советский Союз
- Серия Corpse Party — Мицуки Ямамото
- Girls' Frontline[англ.] — Ли-Энфилд, M4A1, WA2000
- Girls' Frontline 2: Exilium — Makiatto
- Fate/Grand Order — Минамото-но Ёримицу
- Persona 5 — Хару Окумура
- Punishing: Gray Raven: Каренина (Blast, Ember)
- Super Smash Bros. Ultimate — Хару Окумура